# 1. honvedski poljskotopniški polk (Avstro-Ogrska)
Za druge 1. polke glejte 1. polk.
1. honvedski poljskotopniški polk (izvirno nemško Feldkanonenregiment Nr. 1; madžarsko 1. honvéd tábori ágyúsezred) je bil artilerijski polk Kraljevega madžarskega domobranstva.

## Zgodovina

### Prva svetovna vojna
Polkovna narodnostna sestava leta 1914 je bila sledeča: 93% Madžarov in 7% drugih.

## Poveljniki
- maj 1914: Anton Hellebronth von Tiszabeö[1]